# Gieckau
Gieckau ist ein Ortsteil der Gemeinde Wethau im Burgenlandkreis in Sachsen-Anhalt.

## Geografie

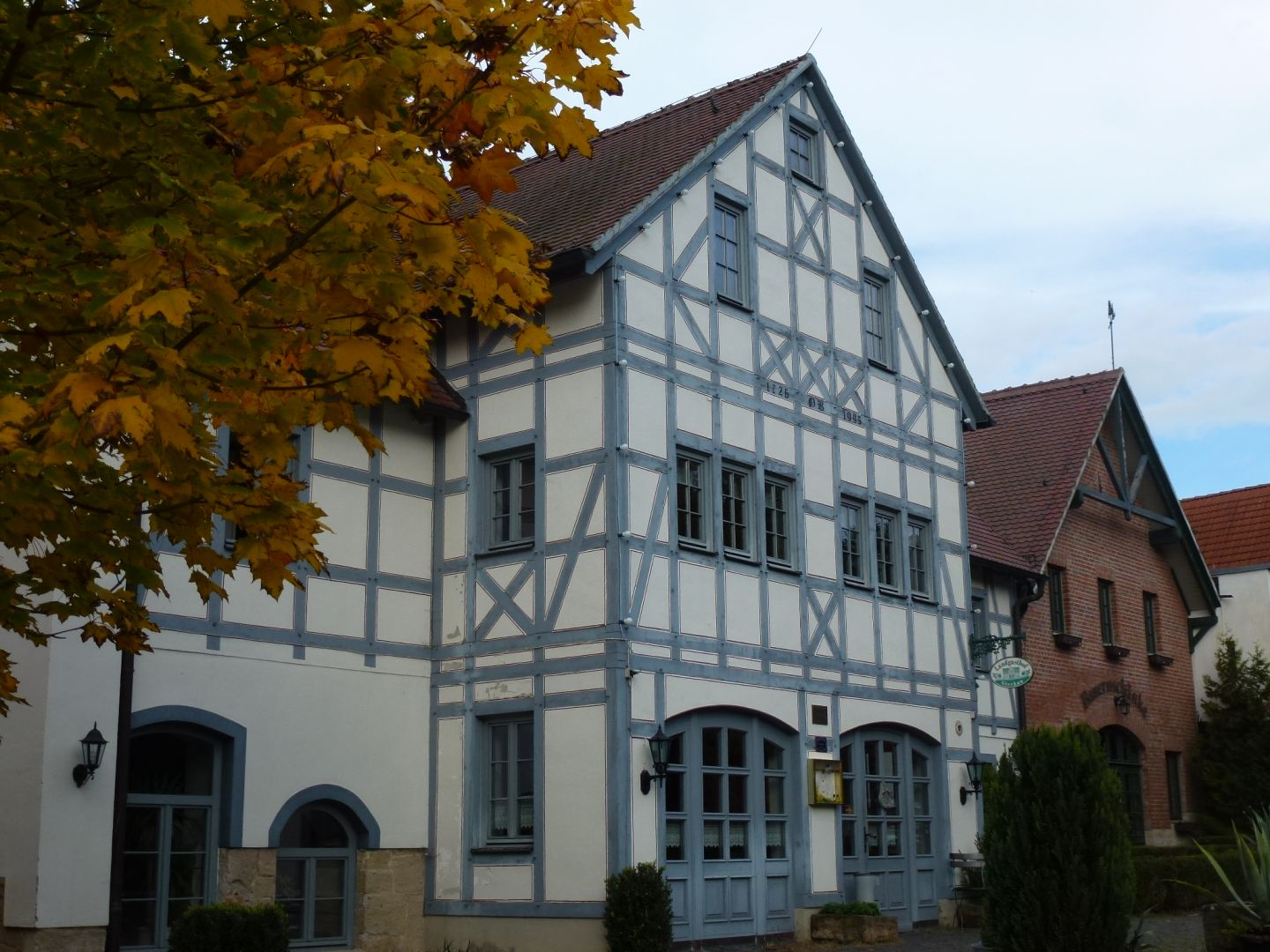
Landgasthof

Gieckau liegt ca. sechs Kilometer südöstlich von Naumburg (Saale). Als Ortsteile der ehemaligen Gemeinde waren Pohlitz und Schmerdorf ausgewiesen.

## Geschichte
Gieckau wurde 1148 erstmals als Gieka urkundlich erwähnt.
An den Hängen der Nautschke, die durch den Ort fließt, wurde zeitweise Wein angebaut.
Das Dorf gehörte bis 1994 dem Kreis Naumburg an. In der DDR trug es die Gemeindenummer 081210.
Am 1. Januar 2010 schloss sich die bis dahin selbstständige Gemeinde Gieckau mit der Gemeinde Wethau zur neuen Gemeinde Wethau zusammen.

## Kultur und Sehenswürdigkeiten
- Fachwerkbauten

## Wirtschaft und Infrastruktur

### Verkehr
Zur Bundesstraße 180, die nördlich von Gieckau von Naumburg (Saale) nach Zeitz verläuft, sind es ca. zwei Kilometer.

### Tourismus
Der Ort verfügt über einen Landgasthof und ein Hotel.